# Equorum Probatio
La Equorum Probatio era nell'Antica Roma una prova iniziatica dei giovani per essere ammessi, una volta in età, all’ordine equestre. Giovani nobili che dovevano dimostrare la loro abilità nel condurre i cavalli.

## Descrizione
L'evento assumeva anche la forma di vera e propria gara nella quale prima della partenza venivano visionati i cavalli per poter effettuare ingenti scommesse.
Tale "prova iniziatica", era denominata anche ludus Troiae e aveva anche un risvolto "tecnico" nell’abilità di condurre la cavalcatura (simile al “capo d’opera” che l’apprendista doveva presentare ai Maestri per essere ammesso nella Corporazione), che forse comportava anche la dimostrazione della capacità del giovane di usare la lancia montando il cavallo senza le staffe.